# Confinement
Confinement is het natuurkundige fenomeen dat deeltjes met kleurlading (zoals quarks) niet kunnen worden afgezonderd, zodat ze niet rechtstreeks kunnen worden waargenomen. Quarks bestaan dus enkel in groepjes, zodat ze kunnen samenklitten om kleurloze objecten te vormen. Zo heeft men hadronen: baryonen, die bestaan uit drie quarks van de drie verschillende kleuren, en mesonen, die bestaan uit een quark (met een zekere kleur) en een anti-quark (met dezelfde anti-kleur). De quarks waaruit deze hadronen zijn opgebouwd, kunnen nooit uit hun hadron worden losgemaakt, zodat quarks nooit kunnen worden waargenomen of bestudeerd, behalve dan in hadronen.

## Uitleg
De reden voor confinement is redelijk ingewikkeld. Er is nog geen analytisch bewijs dat kwantumchromodynamica dit fenomeen zou vertonen. Intuïtief, echter, kan men zeggen dat confinement te wijten is aan de kleurlading van de gluonen.
Als men twee elektrisch geladen deeltjes uit elkaar haalt, zal het elektrisch veld tussen de twee snel afnemen, zodat (bijvoorbeeld) elektronen uit een atoom kunnen worden gehaald. In kwantumelektrodynamica wordt de interactie tussen geladen deeltjes beschreven als de uitwisseling van fotonen. Als de deeltjes verder uit elkaar gaan, wordt deze uitwisseling moeilijker en wordt de interactie zwakker. Bij kleurlading, echter, wordt de interactie overgedragen door gluonen. Aangezien deze zelf kleurlading hebben, interageren ze ook met elkaar. Hierdoor verloopt de interactie tussen twee quarks door een buis (of string) van gluonen. Deze buis fungeert als een soort rubberen band die meer tegenwerkt naarmate de quarks uit elkaar gaan. Het resultaat is, dat de kracht waarmee de quarks elkaar aantrekken, niet afneemt met de afstand, maar constant blijft.
Indien men toch zou proberen quarks te scheiden, zoals gebeurt tijdens botsingen in een deeltjesversneller, zal er een punt komen waarop de string tussen de quarks breekt. Dit gebeurt als er in het gluonveld tussen de twee voldoende energie zit om een nieuw quark-anti-quarkpaar te creëren. De twee nieuwe deeltjes zullen samen met de gescheiden quarks twee kleurloze objecten vormen. Hierdoor neemt men in deeltjesversnellers "jets" van hadronen waar. Dit proces heet "hadronisatie", en het is een van minst goed begrepen processen in de deeltjesfysica.

## Deconfinement
Vanaf een zekere temperatuur ontstaat een nieuwe fase: het quark-gluonplasma. In die fase bestaan de quarks en de gluonen als vrije deeltjes —er is dus geen confinement meer. Aangezien de energie van zulk een plasma zeer hoog is, is de interactie tussen de deeltjes zwak (vanwege asymptotische vrijheid).

## Wiskundig
De fase met confinement wordt meestal gedefinieerd volgens het gedrag van de actie van de Wilsonlus (de actie van een quark-anti-quarkpaar die een lus beschrijven in de ruimtetijd). In een theorie zonder confinement is deze actie evenredig met de lengte van de lus, terwijl ze in een theorie mét confinement evenredig is met de oppervlakte. In het laatste geval betekent dit dat het uit elkaar trekken van twee quarks meer energie kost (de oppervlakte van de lus wordt groter), zodat er confinement is.

## In andere theorieën
Confinement is typisch voor alle niet-abelse ijktheorieën zonder spontane symmetriebreking. Compacte kwantumelektrodynamica (QED op een rooster) in 2 en 3 ruimtetijdsdimensies hebben ook confinement.